# Райнин, Игорь Львович
И́горь Льво́вич Ра́йнин (укр. Ігор Львович Райнін, род. 6 августа 1973 года, Харьков) — украинский предприниматель и политический деятель.
Глава Администрации президента Украины с 2016 по 2019 год. С апреля по ноябрь 2014 года — первый заместитель главы Харьковской областной государственной администрации. С 17 ноября 2014 по 3 февраля 2015 года — заместитель главы Администрации президента Украины. С 3 февраля 2015 по 29 августа 2016 года — председатель Харьковской областной государственной администрации.

## Образование
В 1997 году окончил Харьковский авиационный институт им. Жуковского, специальность «Двигатели и энергетические установки космических летательных аппаратов», квалификация — инженер-механик.
В 2000 году окончил Харьковский филиал Национальной академии государственного управления при Президенте Украины, магистр по специальности «государственное управление». Кандидат наук по государственному управлению.

## Профессиональная деятельность
С сентября 1990 по июль 1993 года — техник-наладчик газового оборудования кооператива «Наладчик», инженер-наладчик Государственного предприятия инженерно-консультационного центра «Техсервис».
С июля 1993 по январь 1996 года — начальник участка производственно-коммерческой фирмы «Агрис», затем до апреля 1998 года — заместитель генерального директора, генеральный директор ООО «Учебно-научно-производственного центра „Охрана труда“».
В апреле-августе 1998 года — специалист Коломакской районной государственной администрации.
С июля 2000 по март 2001 года — исполнительный директор ООО «Учебно-научно-производственного центра „Охрана труда“».
В марте 2001 — апреле 2002 года — начальник управления координации проектов международной технической помощи Главного управления экономики Харьковской областной государственной администрации (ХОГА).
В апреле 2001 — марте 2010 года — заместитель, первый заместитель начальника Главного управления экономики Харьковской ОГА.
В 2010 — генеральный директор Национального научного центра «Институт метрологии». В июле 2010 — марте 2014 года — заместитель директора ООО «Синтофлекс».
С апреля по ноябрь 2014 года — первый заместитель главы Харьковской областной государственной администрации. Через три месяца после вступления в эту должность Игорю Райнину было присвоено звание «Заслуженный экономист Украины». Райнину удалось провести реформу тендерных поставок питания для детских садов, школ, детских домов и домов престарелых. Поставщиками питания стали компании бизнес-партнёров замглавы ХОГА, при этом качество продукции ухудшилось, а цена возросла на 20-35 %.
С 17 ноября 2014 по 3 февраля 2015 года — заместитель главы Администрации президента Украины.

### Председатель Харьковской ОГА
С 3 февраля 2015 по 29 августа 2016 года — председатель Харьковской областной государственной администрации (ХОГА). В июле 2015 года представители Харьковской общественной люстрационной палаты заявили о том, что Райнин не предоставил достаточной информации о своей профессиональной деятельности и не смог пройти «процедуру общественной люстрации».
Одним из приоритетных направлений деятельности Райнина на посту главы Харьковской области было международное сотрудничество. Было подписано соглашение с Американской торговой палатой, через Посольство Великобритании стал реализовываться проект «Электронное правительство», в Вашингтоне открылся Офис Харьковской области. Также было подписано соглашение о сотрудничестве между Харьковской областью и китайской провинцией Хэйлунцзян.
В июне 2015 года фотокорреспондент «Украинских новостей» Богдан Бортаков во время заседания Верховной рады зафиксировал общение депутата от партии «Возрождение» Виталия Хомутынника с харьковскими чиновниками. Вопросы решались при помощи общения по мобильному телефону, в том числе по SMS. Вначале к нардепу обратилась депутат Харьковского горсовета и глава администрации Фрунзенского района Харькова Татьяна Топчий, пожаловавшись на то, что её не вызывает губернатор. В ответ Хомутынник пообещал «ему напомнить», после чего вызвал абонента «Харьков губер Игорь» и сказал ему несколько фраз. Позже Хомутынник признал факт этого общения, уточнив, что помог решить проблемы жителей округа. Однако украинские журналисты подняли вопрос того, почему глава района не смогла без депутата Верховной рады дозвониться своему непосредственному начальнику — губернатору Райнину.
С 29 августа 2016 года — глава Администрации президента Украины.

## Политическая деятельность
Депутат Харьковского областного совета VI—VII созыва.
С 2010 года находился в оппозиции к президенту Виктору Януковичу.
С февраля 2015 года по май 2016 года возглавлял Харьковскую территориальную организацию партии «Солидарность» — Блок Петра Порошенко.
По мнению политолога, директора социологической службы «Украинский барометр» Виктора Небоженко, назначение Игоря Райнина на должность главы Администрации президента Украины означает начало перехода к созданию неформальной президентской республики:
Президенту не нужны возле себя личности, а Борис Ложкин претендовал на какое-то личностное влияние. Сейчас главе государства нужны люди, которые могли бы помочь сформировать режим личной власти. <…> Мы стали на путь создания неформальной президентской республики. А для этого нужна новая Администрация, без заигрывания в сторону Майдана, демократии, парламента и так далее.
Политолог Владимир Фесенко считает, что при Игоре Райнине администрация президента превратится в центр по реализации личных поручений Петра Порошенко:
Реальный глава администрации — это сам президент. Ситуация сейчас кардинально отличается от того, что было при Януковиче, Ющенко. Никаких серых кардиналов — все решения принимает сам президент. Поскольку у Райнина политический вес и опыт гораздо меньше, чем у Ложкина, то он ещё в большей степени будет исполнителем, чем Ложкин.
С 27 ноября 2019 года — председатель Харьковской областной организации партии «Оппозиционная платформа — За жизнь».

## Скандалы
После назначения Игоря Райнина на пост губернатора Харьковской области производитель гидравлических и паровых турбин «Турбоатом» стал осуществлять закупки у ООО «Учебно-научный производственный центр „Охрана труда“», учредителями которого являлись родители главы региона — Лев (гендиректор предприятия) и Анна Райнины. В 2011—2012 годах Игорь Райнин также значился среди учредителей этой компании, а в 2005 году на нём работала Юлия Светличная. В 2015 году «Турбоатом» закупил по трём договорам у «Охраны труда» товаров на 654 тыс. гривен (в основном костюмы электросварщика и информационные стенды), при том, что цены на некоторые из этих товаров значительно превышали уровень цен в открытых источниках. Также среди закупщиков компании родителей Райнина значилась акционерная компания «Харьковоблэнерго», куда «Охрана труда» поставила товаров на 200 тыс. гривен (брезентовые рукавицы, огнетушители, резиновые коврики и т.д.).
В феврале 2017 года Харьковский антикоррупционный центр опубликовал проект решения Харьковского горсовета, согласно которому городские власти должны были бесплатно передать в собственность ЖСК «Синтобуд» земельный участок площадью 1,5123 га по адресу Жасминовый бульвар, 17. Данную компанию учредили представители окружения Игоря Райнина (Олег Базарненко, Валерий Куценко, Денис Остапенко, Виталий Яцюк и Алина Платонова), а в марте 2014 года в ней работал сам Райнин. Целевое назначение получения участка — строительство и обслуживание многоквартирных домов. После обнародования этой информации кооператив отказался от получения земли.
1 ноября 2018 года был включен в список украинских физических лиц, против которых российским правительством введены санкции.

## Доходы
За 2015 год Игорь Райнин задекларировал 923.570 гривен, из этой суммы 128,17 тыс. гривен составила зарплата, остальная сумма — это «доход от отчуждения движимого и недвижимого имущества». Главе Администрации президента принадлежала квартира площадью 74,3 м². Также Райнин указал наличные средства: 30 тыс. долларов, 200 тыс. гривен, 15 тыс. евро; у супруги Анны имелось 10 тыс. долларов и 50 тыс. гривен наличными.

## Награды
- Заслуженный экономист Украины (2014)[32].
- Почётный гражданин Харьковской области (2018)[33].
- Орден «За трудовые достижения» IV степени (2007)
- Отличие Министерства обороны Украины (2007)
- Отличие Министерства экономики Украины (2006)
- Грамота Государственной службы Украины по делам ветеранов войны и участников антитеррористической операции (2016)
- Знак Международного Академического рейтинга «Золотая фортуна» (2007)
- Ценный подарок (часы) председателя областной государственной администрации (2007)
- Почётная грамота Харьковской областной государственной администрации и областного совета (2007)
- Почетная грамота Госпредпринимательства Украины (2006)
- Почетная Грамота Харьковской областной государственной администрации и Харьковского областного совета (2004)

## Личная жизнь
Игорь Райнин женат, имеет сына. Жена занимается малым бизнесом. Сын Анатолий занимал 34-е место среди юниоров в рейтинге теннисистов Европы, но с 2016 года не принимает участия в соревнованиях. Также Анатолий указывает в своём профиле в Facebook, что является студентом московского Высшего института управления, хотя официально он был зачислен в харьковский Национальный юридический университет имени Ярослава Мудрого.
——
Ряд СМИ и общественные деятели высказывали мнение о том, что Игорь Райнин имел любовные отношения со своим заместителем в Харьковской ОГА Юлией Светличной. Летом 2015 года в интернет попала частная переписка между губернатором и его первым замом. Райнин назвал выложенные материалы «фальшивкой». Несмотря на это, в Харьковской области эта информация стала секретом Полишинеля, и на День святого Валентина в 2016 году местные сайты и блоги были переполнены сатирическими поздравлениями в адрес Райнина и Светличной. После перехода Райнина на должность главы Администрации президента, Светличная возглавила Харьковскую область, став самым молодым губернатором в истории Украины (32 года). По утверждениям харьковских журналистов, после публикации статьи о взломанной почте на них стали оказывать давление представители Харьковской ОГА. Сам Райнин предположил, что журналисты могут сотрудничать с ДНР. Под давлением материал был удалён с сайта.